# Portrait du comte Stanislas Potocki
Le Portrait du comte Stanislas Potocki  est un portrait équestre peint par Jacques-Louis David en 1780, qui représente le comte Stanisław Kostka Potocki mécène, homme politique et écrivain polonais. L'œuvre est réalisée à la suite d'une rencontre à Rome entre les deux hommes, durant le séjour du peintre effectué grâce à l'obtention du Prix de Rome. Le tableau est exposé au Palais de Wilanów Musée de Varsovie (en polonais : Muzeum Pałac w Wilanowie).